# Fugleskræmslet (film fra 1910)
 For alternative betydninger, se Fugleskræmslet. (Se også artikler, som begynder med Fugleskræmslet)
Fugleskræmslet er en dansk stumfilm fra 1910 produceret af Nordisk Films Kompagni. Filmens instruktør er ukendt.

## Handling
Denne artikel mangler et handlingsreferat. Hjælp os med at skrive det.

## Medvirkende
- Lauritz Olsen
- Gustav Lund
- Einar Zangenberg
- Poul Skondrup
- Ella la Cour
- Holger Rasmussen
- Casper Petersen